# Cyphastrea chalcidicum
Cyphastrea chalcidicum is een rifkoralensoort uit de familie van de Merulinidae. De wetenschappelijke naam van de soort is voor het eerst geldig gepubliceerd in 1775 door Forskal.